# Tình báo kinh tế
Tình báo kinh tế (hay còn gọi là Gián điệp kinh tế) là toàn bộ những hoạt động tìm kiếm, xử lý, truyền phát và bảo vệ thông tin có ích cho các thành phần kinh tế. Tình báo kinh tế còn là "Nghệ thuật hiểu biết tất cả về mọi thứ để chuẩn bị cho tương lai"; là một nghề đã có từ lâu và được chính quyền công nhận như bao ngành nghề khác; là việc "ăn cắp" công nghệ, kế hoạch sản xuất kinh doanh... của đối thủ cạnh tranh; lĩnh vực hoạt này đã được nhiều doanh nghiệp, tổ chức kể cả tổ chức tình báo của nhà nước vận dụng. Để đỡ mất thời gian và công sức, một số doanh nghiệp tìm đến các công ty thám tử tư để "đặt hàng". Về mặt quốc gia, Tình báo kinh tế là một trong những biện pháp quan trọng của hệ thống bảo đảm an ninh quốc gia. Ngày nay, trong điều kiện toàn cầu hoá, trước hết là toàn cầu hoá kinh tế và công nghệ, tình báo kinh tế càng được nhiều quốc gia đặc biệt coi trọng.
Theo định nghĩa khác, Tình báo kinh tế và Gián điệp công nghiệp là các hoạt động thu thập thông tin cho mục đích kinh tế, thương mại một cách bất hợp pháp. Trong đó, gián điệp kinh tế thường là các hoạt động do một chính phủ chỉ đạo, có phạm vi quốc tế, trong khi gián điệp công nghiệp thường trong phạm vi một nước, và xảy ra giữa các hãng đối thủ. GĐCN hoặc GĐKT thường diễn ra dưới 2 dạng chính. Nói một cách ngắn gọn, mục đích của gián điệp kinh tế/gián điệp công nghiệp là tập hợp những thông tin về các tổ chức, công ty. Nó có thể bao gồm các sản phẩm trí tuệ, như thông tin về sản xuất, ý tưởng, kỹ thuật, công thức sản phẩm, cách tính toán một quy trình... Nó cũng có thể là việc thu thập những thông tin về hoạt động của doanh nghiệp, như dữ liệu khách hàng, giá cả, doanh số, công tác nghiên cứu phát triển, chính sách, kế hoạch đấu thầu, kế hoạch thị trường... gián điệp kinh tế/gián điệp công nghiệp thường phổ biến với các ngành công nghiệp kỹ thuật cao như phần mềm hoặc phần cứng máy vi tính, kỹ thuật sinh học, kỹ thuật hàng không vũ trụ, viễn thông, kỹ thuật cơ khí, xe hơi, năng lượng, nguyên liệu và xi mạ... Thung lũng Silicon (Hoa Kỳ) là một trong những khu vực bị các chiến dịch gián điệp kinh tế/gián điệp công nghiệp nhắm đến nhiều nhất trên thế giới.
Lĩnh vực hoạt động của gián điệp kinh tế hay đôi khi còn gọi là thám tử tư cũng ngày càng mở rộng. Các cá nhân cần đến thám tử tư để làm rõ những nhu cầu đa dạng liên quan đến cá nhân gia đình, kể từ giám sát con cái, đến theo dõi nhân tình của vợ chồng. Doanh nghiệp bảo hiểm cần thám tử tư để xác minh những trường hợp khai man, dàn dựng tai nạn để nhận tiền bảo hiểm; các doanh nghiệp nhờ thám tử phát hiện gián điệp "ăn cắp" thông tin. Thám tử cũng có thể cung cấp thông tin sâu về tình hình hoạt động của một doanh nghiệp nào đó cho khách hàng trước khi hợp tác làm ăn.
Cùng với trào lưu toàn cầu hóa, gián điệp kinh tế ngày càng phổ biến rộng rãi và đang trở thành một công cụ của nhiều công ty, tập đoàn và quốc gia trong những nỗ lực cạnh tranh không lành mạnh. Gián điệp kinh tế không chỉ gây thiệt hại về kinh tế, mà còn đe dọa sự ổn định xã hội và chính trị toàn cầu. 

## Nhiệm vụ của Tổ chức tình báo kinh tế nhà nước
1. Cung cấp các cứ liệu thông tin nhằm hỗ trợ cho các cơ quan lập pháp hoạch định chính sách trong quá trình soạn thảo các quyết sách;
2. Kiểm soát các xu hướng phát triển khoa học, công nghệ và kỹ thuật có ảnh hưởng đến an ninh quốc gia, như sự phát triển công nghệ cao, công nghệ nano (công nghệ vũ trụ, công nghệ "tàng hình", công nghệ máy tính, công nghệ lade, trí tuệ nhân tạo, công nghệ sinh học, trước hết là công nghệ gen,...);
3. Hoạt động phản gián để bảo vệ nền kinh tế quốc gia chống lại các đối phương tiềm tàng và giám sát các đối tượng đội lốt hoạt động kinh tế để làm gián điệp.

## Tình báo kinh tế trên thế giới

### Luật pháp
- Hoa Kỳ: Đạo luật tình báo kinh tế được Quốc hội thông qua năm 1996, tạo cơ sở pháp lý hữu hiệu cho cuộc chiến chống tình báo kinh tế nước ngoài trước thực trạng các công ty Hoa Kỳ đã tổn thất hàng tỉ USD mỗi năm bởi nguyên nhân bị lấy trộm các bí mật thương mại.

### Cách thức
Thường các vụ gián điệp kinh tế/gián điệp công nghiệp xảy ra theo 2 cách. Thứ nhất, một nhân viên bất mãn của công ty âm mưu tiếp cận những thông tin quan trọng của công ty đó với mục đích riêng, hoặc để vụ lợi bất chính, hoặc để phá hoại công ty với mục đích trả thù. Thứ hai, một đối thủ hoặc chính phủ nước ngoài tìm kiếm những thông tin vì các lợi ích kỹ thuật hoặc tài chính. Trong cách thức thứ 2, những "kẻ nằm vùng" hoặc "nội gián" đóng một vai trò rất quan trọng. Một số nước thường thuê người làm nội gián hơn là dùng nhân sự trong cơ quan tình báo của họ. Những đối tượng thường được thuê mướn cho công việc này là những nghiên cứu sinh, sinh viên hoặc các đại diện doanh nghiệp. Vụ gián điệp công nghiệp đầu tiên được phương Tây ghi lại là việc linh mục Francois Xavier d'Entrecolles sao chép bí mật sản xuất đồ sứ của Trung Quốc và gửi về châu Âu vào năm 1712. Trong thời kỳ Cách mạng Công nghiệp (TK 18), Anh thường là đích nhắm của các vụ GĐKT/GĐCN do là "quê hương" của cuộc cách mạng này. Cho đến đầu thập niên 1990, Pháp vẫn bị xem là nước theo đuổi nhiều chương trình GĐKT/GĐCN nhất. Tuy nhiên, vị trí đó nay thuộc về Trung Quốc, nơi bị cáo buộc là điểm xuất phát của nhiều vụ gián điệp bằng điệp viên và trên không gian internet

### Những quốc gia "nạn nhân"
Trong những thập niên gần đây, Hoa Kỳ, Anh và Đức bị xem là những nước "nạn nhân" lớn nhất của các hoạt động GĐKT/GĐCN.

## Vấn nạn thời toàn cầu hóa
Tại Hoa Kỳ, Cục Điều tra Liên bang (FBI) cho biết gián điệp kinh tế khiến các công ty ở nước này thiệt hại khoảng 100 tỷ USD mỗi năm. Trong khi đó, các chuyên gia phản gián Đức ước tính nền kinh tế lớn nhất lục địa già thiệt hại khoảng 53 tỷ EUR (68,2 tỷ USD) mỗi năm vì gián điệp kinh tế.

### Những vụ án bạc tỷ
Trong thực tế, cả Hoa Kỳ và Đức đều là nơi xảy ra những vụ án gián điệp có giá trị kinh tế lớn nhất trong lịch sử. Ngày 6-11-2007, tòa án Liên bang Hoa Kỳ tuyên phật Gary Min – cựu nhân viên của đại gia hóa chất DuPont - mức án 18 tháng tù giam và 30.000 USD tiền phạt. Mọi chuyện bắt đầu từ tháng 10-2005, khi Victrex - đối thủ cạnh tranh của DuPont - mời Min về làm cho mình trong dự án nghiên cứu về phim polyme tốc độ cao mà DuPont cũng đang tập trung tiến hành. Min, hay còn gọi Yonggang Min, là người gốc Trung Quốc và đã làm việc cho DuPont 10 năm. Min nhận lời mời của Victrex và trước khi rời DuPont đã lấy về trái phép hơn 22.000 bản tổng kết và khoảng 16.706 tài liệu khác nhau từ thư viện dữ liệu của DuPont. Theo đánh giá của giới chuyên môn, giá trị của các tài liệu bị mất cắp lên đến hơn 400 triệu USD. Tuy nhiên, không biết vì lý do gì, DuPont chỉ khai báo trong đơn kiện rằng họ chỉ bị thiệt hại chừng 75.000 USD. Chính nhờ điều này, Min chỉ bị tuyên phạt 18 tháng tù giam và 30.000 USD, thay cho mức phạt tối đa 10 năm tù giam và 250.000 USD. Min khai trước tòa rằng đã ăn cắp những tài liệu trên với ý định phục vụ cho công việc mới của mình tại Victrex, nhưng Victrex khẳng định họ chưa hề nhìn thấy các tài liệu đó, và đã rất hợp tác trong việc giúp cảnh sát bắt giữ Min.
Với mức thiệt hại ước tính lên đến 400 triệu USD khiến vụ án DuPont trở thành một trong những vụ gián điệp kinh tế gây thiệt hại kinh tế lớn nhất trên đất Hoa Kỳ. Tuy nhiên, vào thập niên 1990, ở Đức từng xảy ra một vụ án gián điệp kinh tế có tầm mức lớn hơn rất nhiều lần. Ngày 9-1-1997, đại gia xe hơi Đức Volkswagen A.G. đồng ý trả cho hãng đối thủ General Motors Corporation 100 triệu USD để hòa giải cáo buộc của GM rằng VW ăn cắp các bí mật thương mại. Ngoài số tiền mặt 100 triệu USD, Volkswagen còn cam kết sẽ mua ít nhất 1 tỷ USD các linh kiện xe hơi của GM trong vòng 7 năm. Trước đó, trong đơn kiện của mình, GM từng yêu cầu mức bồi thường lên đến 4 tỷ USD. Câu chuyện đấu đá của 2 đại gia xe hơi bắt đầu khi Jose Ignacio Lopez de Arriortua, giám đốc sản xuất của Opel – chi nhánh tại Đức của GM, bỏ Opel để sang làm việc cho VW vào năm 1993. Khi Lopez bỏ sang đảm nhiệm cùng vị trí tương đương ở Volkswagen, 7 nhà điều hành đắc lực của Lopez tại Opel cũng đi theo ông. Nhưng Opel cho rằng đó không phải là tất cả những thứ Lopez lấy đi của họ. GM gửi một đơn kiện VW và các nhà điều hành lên tòa án liên bang ở Detroit, cáo buộc họ ăn cắp hàng nghìn trang tài liệu chứa các bí mật thương mại của công ty. Phản ứng lại đơn kiện của GM, VW kiện lại họ tội "vu khống". Cuộc tranh đấu kéo dài suốt 4 năm và cho đến nay vẫn là vụ án gián điệp kinh tế có mức bồi thường cao nhất trong lịch sử.

### Rủi ro từ không gian ảo
Sự phát triển của internet và các mạng lưới máy vi tính đã mở rộng phạm vi và mức độ của các vụ gián điệp kinh tế. Theo ước tính của giới chuyên môn, mỗi ngày trên thế giới có tới 50.000 công ty bị xâm nhập mạng lưới máy tính với mục đích gián điệp kinh tế, và tầm mức này tăng gấp đôi mỗi năm. Nổi bật trong thời gian gần đây là các vụ tấn công trên thế giới ảo được các nước phương Tây gọi là "Chiến dịch Ánh ban mai" (Operation Aurora). Chiến dịch này là các vụ tấn công gián điệp diễn ra trên mạng internet từ giữa năm 2009 đến hết năm 2009, được Google vạch trần làn đầu tiên vào ngày 12-1-2010. Những cuộc tấn công trong chiến dịch Ánh bình minh có đích đến là vài chục công ty, tổ chức toàn cầu. Trong đó Adobe Systems, Juniper Networks và Rackspace công khai thừa nhận họ bị tấn công, trong khi giới nghiên cứu cho rằng các đại gia như Yahoo, Symantec, Northrop Grumman và Dow Chemical cũng chịu chung số phận. Theo ước tính của hãng Cyber Diligence, chiến dịch này gây thiệt hại cho mỗi công ty nạn nhân khoảng 100 triệu USD. Tháng 6-2010, Trung tâm Phản gián điện tử Anh GCHQ ước tính nước này thiệt hại khoảng 1 tỷ bảng (1,54 tỷ USD) mỗi năm vì các vụ tấn công gián điệp trên không gian ảo.
Internet phát triển cũng mở rộng cơ hội cho các vụ gián điệp kinh tế với mục tiêu phá hoại ngầm. Vào đầu thập niên 2000, giới chuyên môn lưu ý rằng các công ty năng lượng ngày càng bị tin tặc tấn công nhiều hơn. Các hệ thống năng lượng trước đây thường tách biệt với các mạng lưới máy tính khác, nhưng nay cũng được kết nối với internet, và trở thành mục tiêu của các nhóm khủng bố và các chính phủ thù địch. 
Dù vậy, theo nghiên cứu của Viện Bảo mật máy tính Hoa Kỳ CSI, kể từ năm 2007, vấn nạn nội gián kinh tế đã qua mặt virus và các phần mềm độc hại trên máy vi tính để trở thành nguy cơ bảo mật lớn nhất trong môi trường tập đoàn hiện nay. Báo cáo của CSI cũng ghi nhận tình trạng gia tăng đột biến của các vụ tấn công có mục tiêu, theo đó doanh nghiệp hoặc tổ chức cảm thấy kẻ tấn công chỉ nhằm vào mỗi họ. 28% số người được hỏi cho biết họ đã bị tấn công từ 1-5 lần, trong khi 67% không rõ mình có phải là mục tiêu duy nhất hay không.

## Sự "nổi bật" của Trung Quốc
Trung Quốc là nạn nhân trong vụ gián điệp kinh tế đầu tiên được ghi lại trong lịch sử phương Tây, khi linh mục Francois Xavier d'Entrecolles sao chép bí mật sản xuất đồ sứ của Trung Quốc và gửi về Pháp vào năm 1712. Tuy nhiên, trong những năm gần đây, nước này bị cáo buộc là nơi xuất xứ của đa số các vụ gián điệp kinh tế trên thế giới.

### Cáo buộc của Hoa Kỳ
Theo một cuộc thăm dò ý kiến của FBI và bộ Thương mại Hoa Kỳ, các công ty lớn của Hoa Kỳ cho biết Trung Quốc chính là mối đe doạ rò rĩ thông tin kỹ thuật lớn nhất (chiếm hơn 20%) so với tất cả các khu vực khác trên thế giới. Một báo cáo lên chính phủ Hoa Kỳ gần đây của công ty quốc phòng và hàng không vũ trụ Northrop Grumman mô tả gián điệp kinh tế Trung Quốc như một "đe dọa lớn nhất cho công nghệ của Hoa Kỳ". Trong các báo cáo về gián điệp kinh tế hàng năm gửi lên Quốc hội của Cơ quan Phản gián Hoa Kỳ (NCIX), Trung Quốc và Nga luôn nằm trong danh sách những nước tiến hành các vụ gián điệp kinh tế nhắm đến Hoa Kỳ nhiều nhất. "Trung Quốc và Nga nằm trong số những nước gây hấn nhất và tiến hành nhiều vụ tấn công gián điệp kinh tế nhất, như từ khi Cơ quan phản giá (CI) lần đầu tiên theo dõi có hệ thống các nỗ lực thu thập thông tin gián điệp kinh tế vào năm 1997", báo cáo của NCIX năm 2006 viết.
Tháng 1-2010, nhà khổng lồ internet Google làm cả thế giới xôn xao khi công bố có nhiều vụ tấn công vào hệ thống dữ liệu của họ, xuất phát từ Trung Quốc, với mục tiêu ăn cắp những tài sản trí tuệ và các tài khoản email. Phát hiện này dẫn đến việc Google quyết định ngưng việc lọc dữ liệu tìm kiếm trên web theo yêu cầu của chính phủ Trung Quốc và chuyển hướng người dùng ở nước này sang một trang web không bị lọc ở Hồng Kông. Tháng 2-2010, các chuyên gia vi tính của Cục An ninh Nội địa Hoa Kỳ (NSA) cho rằng các vụ tấn công nhắm vào Google nhiều khả năng xuất phát từ 2 trường đại học ở Trung Quốc, là trường Shanghai Jiao Tong University và Lanxiang Vocational School.

### Cáo buộc của Anh
Tháng 12-2007, tờ The Times của Anh đưa tin chính phủ xứ sương mù công khai cáo buộc Trung Quốc thực hiện những vụ tấn công gián điệp được nhà nước hỗ trợ vào các lĩnh vực quan trọng của nền kinh tế nước Anh, bao gồm hệ thống máy vi tính của các ngân hàng và công ty tài chính lớn. Trong một động thái chưa từng có, Tổng giám đốc Cơ quan Phản gián Anh MI5 Jonathan Evans đã gửi thư cho 300 CEO và Giám đốc an ninh của các ngân hàng, các công ty kế toán và công ty luật trong nước để cảnh báo về những cuộc tấn công bằng internet xuất phát từ "các tổ chức nhà nước Trung Quốc". Đó là lần đầu tiên Chính phủ Anh trực tiếp cáo buộc Trung Quốc liên quan đến các vụ tấn công gián điệp trên không gian ảo. 
Martin Jordan, một cố vấn cấp cao của công ty kiểm toán KPMG, người từng xem được nội dung "mật thư" của ông Evans, cho biết: "Nếu người Trung Quốc biết rằng một công ty Anh đang cố gắng mua lại một công ty hoặc các tài sản khác như đất ở Trung Quốc, họ sẽ dùng mọi cách để biết được những chi tiết như công ty Anh đã chuẩn bị chính xác bỏ ra bao nhiêu tiền cho tài sản đó". Theo tiết lộ của một chuyên gia an ninh, trong số các kỹ thuật những tổ chức Trung Quốc dùng để tấn công gián điệp bao gồm các phần mềm gián điệp (trojan), có khả năng đột nhập vào mạng lưới dữ liệu của một công ty và gửi thông tin về máy chủ. Bắc Kinh về sau cho rằng cáo buộc của Anh là "vu khống", khẳng định chính phủ và luật pháp Trung Quốc phản đối các hoạt động tin tặc.

### Cáo buộc của Đức
Cách nay 1 năm, một chuyên gia thuộc Cơ quan Phản gián Đức, Walter Opfermann cảnh báo Đức đang bị tấn công ngày một nhiều từ các chiến dịch gián điệp được nhà nước Trung Quốc hỗ trợ, gây thiệt hại hàng chục tỷ EUR mỗi năm. Opfermann cho biết Trung Quốc dùng rất nhiều cách thức để tiến hành tấn công gián điệp, từ những cách "truyền thống" như thuê điệp viên nằm vùng, nghe lén điện thoại, ăn cắp laptop, đến những cách thức hiện đại qua internet như dùng các phần mềm trojan và email. Mục tiêu của các vụ tấn công không chỉ là thông tin về công nghệ, mà bao gồm cả các kỹ thuật quản lý và chiến lược thị trường. 
Ông Opfermann ước tính Đức thiệt hại khoảng 50 tỷ EUR (68,2 tỷ USD) và 30.000 việc làm mỗi năm vì các hoạt động gián điệp kinh tế. "Trung Quốc muốn trở thành một thế lực kinh tế hàng đầu vào năm 2020", Opfermann nói. "Vì vậy họ cần một sự chuyển giao nhanh chóng và mạnh mẽ các thông tin công nghệ cao đang sẵn có ở các nước công nghiệp phát triển". Những lĩnh vực bị nhắm đến nhiều nhất là sản xuất xe hơi, năng lượng tái tạo, hóa chất, viễn thông, quang học, cơ khí, nguyên liệu, vũ trang.... Trong một trường hợp, cảnh sát lục soát nhà của một phụ nữ Trung Quốc bị tình nghi ăn cắp bí mật của công ty Đức nơi bà đang làm việc và phát hiện hơn 170 đĩa CD chứa các nội dung nhạy cảm cao về sản phẩm công ty.
Dù cho đến nay chính phủ Trung Quốc một mực phủ nhận các cáo buộc họ liên quan đến các vụ gián điệp kinh tế, nhiều nhà sản xuất trên thế giới vẫn có cảm giác như nạn ăn cắp tài sản trí tuệ đã trở thành một thứ văn hoá được bảo trợ bởi chính nhà cầm quyền Bắc Kinh, hay ít ra là chính những cán bộ cao cấp trong chính quyền vì lợi ích cá nhân. Những người quan tâm đến công nghệ xe hơi của Trung Quốc đều không lạ với những vụ thưa kiện của hầu hết tất cả các nhà sản xuất xe hơi trên thế giới, cáo buộc nước này ăn cắp mẫu mã và thậm chí những thông số kỹ thuật. Chẳng hạn, có lần hãng GM hợp tác với Daewoo để mở một xưởng lắp ráp xe hơi ở Hàn Quốc. Chi nhánh này có hùn vốn với hãng Cherry của Trung Quốc. Điều bất ngờ là hãng Cherry cho ra lò mẫu xe QQ giống gần như đúc với mẫu xe SPARK mà GM-Daewoo định sẽ tung vào thị trường Trung Quốc, chỉ có điều Cherry hoàn thành xe QQ trước SPARK đến mấy tháng. Vụ kiện này cuối cùng được phía TQ yêu cầu thương lượng ngoài toà cho nên không ai biết họ phải đền cho GM bao nhiêu cả. Cho đến nay tất cả những vụ kiện khác của Fiat, Audi, Mercedes, Toyota, Honda và Volkswagen đều không đi đến đâu hoặc bị xử thua trên đất Trung Quốc.

## Cá mè một lứa
Dù hầu hết các nước xem hoạt động gián điệp nói chung và gián điệp kinh tế nói riêng là phi pháp, giới quan sát cho rằng thật ra chẳng có nước nào "trong sạch" với các hoạt động gián điệp, dù đó là Hoa Kỳ, Anh, Đức, Nga hay Trung Quốc.

### Cáo buộc qua lại
Cho đến đầu thập niên 1990, Pháp vẫn bị xem là nước theo đuổi nhiều chương trình gián điệp kinh tế nhất. Năm 1991, Air France bị cáo buộc giúp các điệp viên thu thập những bí mật công nghiệp bằng cách lắp đặt các microphone trên ghế ngồi. Từ năm 1987-1989, IBM và Texas Instruments bị cho là đích ngắm của các điệp viên Pháp trong nỗ lực giúp tập đoàn Groupe Bull thu thập các bí mật công nghiệp và thương mại. Năm 1993, Pháp bị cáo buộc tiến hành gián điệp kinh tế với các công ty hàng không vũ trụ của Hoa Kỳ. 
Tuy nhiên, vào tháng 7-1995, Pháp bất ngờ "phản pháo" với cáo buộc chính phủ Clinton không chỉ ăn cắp các bí mật kinh tế của Pháp, mà còn chỉ đạo cho các hành động phá hoại nhắm vào những công ty hàng đầu của nước này. Tờ báo kinh tế hàng đầu tại Pháp, tạp chí L'Expansion cho biết chính phủ Pháp đã phát hiện bằng chứng về một chiến dịch của Hoa Kỳ - có liên quan đến CIA và các cơ quan tình báo khác, cùng với các nhà đầu tư cá nhân và các công ty kiểm toán lớn – nhằm "hủy hoại" các công ty Pháp đang hoạt động trong các lĩnh vực quan trọng từ vũ trang cho đến nông nghiệp, đặc biệt là các ngành công nghiệp kỹ thuật cao như hàng không vũ trụ và viễn thông. L'Expansion không đưa ra bằng chứng cho các cáo buộc của mình, nhưng nói rằng các quan chức không nêu tên trong chính phủ Pháp đã kết luận rằng Hoa Kỳ có liên quan trong một chiến dịch hủy hoại sức cạnh tranh của Pháp trong một số lĩnh vực chủ chốt.

### Trung Quốc cũng là nạn nhân?
Chính phủ Trung Quốc vào ngày 5-12-2007 phủ nhận các cáo buộc rằng nước này đang dùng internet để theo dõi gián điệp các nước khác, đồng thời cho biết chính họ cũng là nạn nhân của các vụ gián điệp không gian ảo. "Chính phủ Trung Quốc cực lực phản đối các vụ tấn công trên không gian ảo... Những hành động đó bị luật pháp nghiêm cấm", Bộ trưởng Ngoại giao Trung Quốc Yang Jiechi nói trong một cuộc họp báo với Ngoại trưởng Anh David Miliband tại London. "Trong thực tế, nhiều cơ quan của Trung Quốc từng bị các tin tặc tấn công".
Các phát biểu của ông Yang được đưa ra sau khi tờ The Times cho biết Tổng giám đốc MI5 đã gửi thư cho 300 nhà điều hành và giám đốc an ninh của các ngân hàng, công ty kế toán và công ty luật tại Anh để cảnh báo rằng các tổ chức được ủng hộ của chính phủ Trung Quốc muốn tấn công vào mạng lưới nội bộ của họ để ăn cắp các thông tin nhạy cảm. Những cáo buộc này từng khiến quan hệ giữa 2 nước trở nên căng thẳng.

### Những vụ án tranh cãi
Trong thực tế, có những vụ án gián điệp kinh tế bị giới quan sát chỉ trích thật ra chỉ là một cách thức để các chính phủ "trả đũa" qua lại. Chẳng hạn, vào tháng 6-2010, Trung Quốc tuyên án 8 năm tù giam đối với nhà địa chất người Hoa Kỳ gốc Trung Quốc Xue Feng – người đã bị giam không xét xử 2 năm rưỡi trước đó. Xue Feng bị cáo buộc đã thu thập tài liệu về các điều kiện địa chất của các giếng dầu ngoài khơi Trung Quốc, và những dữ liệu đi kèm của hơn 30.000 giếng dầu và giếng gas thuộc về tập China National Petroleum Corporation. Tòa án Bắc Kinh cho rằng các thông tin trên được Xue bán cho IHS Energy, công ty Hoa Kỳ mà Xue làm việc. Đại sứ quán Hoa Kỳ tại Bắc Kinh đã gửi thư kêu gọi Bắc Kinh ngay lập tức phóng thích Xue Feng vì cho rằng thật ra Xue không hề hoạt động gián điệp. Tuy nhiên, Bắc Kinh thẳng thừng bác bỏ đề nghị trên. Theo giới phân tích, vụ án này có một số tình tiết đáng ngờ. Thứ nhất, có thể Xue bị ép cung. Trên một bài báo, hãng AP cho rằng các nhân viên giam giữ đã chích đầu thuốc lá lên cách tay Xue. Bản thân Xue cũng nói đã bị đánh đập và tra tấn. Điều thứ 2, những dữ liệu mà Xue thu thập được xếp vào hàng bí mật quốc gia trước hay sau khi Xue thu thập? Hiện nay cách định nghĩa bí mật quốc gia ở Trung Quốc khá rộng, và rất khó đánh giá. Vấn đề thứ 3, có thể Xue không biết được bản chất những tài liệu đó trước khi thu thập nó. 
Một vụ đình đám hơn cũng xảy ra tại Trung Quốc là vụ án gián điệp kinh tế của các nhân viên tập đoàn thép Rio Tinto. Vào cuối tháng 3-2010, Stern Hu – giám đốc điều hành chi nhánh Rio Tinto tại Trung Quốc – bị Bắc Kinh tuyên án 10 năm tù giam với tội danh nhận hối lộ và vi phạm bí mật thương mại. Các đồng nghiệp Liu Caikui, Wang Yong và Ge Minqiang của ông cũng bị kết tội và nhận mức án từ 7-14 năm tù giam. Rio Tinto là nhà khai khoáng khổng lồ, bán một lượng lớn quặng sắt cho Trung Quốc, nước có một nền công nghiệp thép rất lớn. Các hợp đồng quặng sắt được đàm phán lại mỗi năm, vì vậy có rất nhiều vấn đề diễn ra xung quanh các cuộc đàm phán đó, mà giới quan sát gọi là cuộc chơi của các tay chơi lớn. Rất nhiều tiền được đổ ra tại và xung quanh các cuộc đàm phán, và chuyện nhận hối lộ cũng rất có thể xảy ra. Có nhiều đồn đoán rằng vụ án này là cách Trung Quốc "trả đũa" đối với việc Rio Tinto trước đó áp giá cao với các công ty thép Trung Quốc, và việc không đạt được một thỏa thuận đầu tư của công ty quốc doanh Chinalco. Phía Trung Quốc đã bác bỏ cáo buộc này, và cho đến nay giới chỉ trích vẫn chưa có một bằng chứng xác thực nào. 
Gần đây nhất, việc Hoa Kỳ bắt giữ 10 điệp viên Nga và sau đó nhanh chóng dùng họ để đổi lại 4 điệp viên của nước này cho thấy cả hai bên đều tiến hành các chiến dịch gián điệp lẫn nhau, và là minh chứng cho giả thuyết không có nước nào thật sự "trong sạch" đối với các hoạt động gián điệp.